# Brestovany
Brestovany (in ungherese Bresztovány) è un comune della Slovacchia facente parte del distretto di Trnava, nella regione omonima.